# Jenry Ruiz Mora
Jenry Orlando Ruiz Mora (Santa Cruz del Potrero, 25 de enero de 1973) es un eclesiástico católico hondureño. Es el actual obispo de Trujillo, desde marzo de 2023. 

## Biografía
Henry Orlando nació el 25 de enero de 1973, en la aldea hondureña de Santa Cruz del Potrero, Olancho.
Realizó su formación primaria en la Escuela Inmaculado Corazón de María en Santa Cruz, de su aldea natal, y los secundarios en el Instituto Privado Juticalpa, de esa misma ciudad.
En 1991, ingresó al Seminario Mayor de Tegucigalpa, donde realizó sus estudios eclesiásticos.
Obtuvo un diploma en Misionariología, con las Obras Misionales Pontificias (México). También cuenta con un diploma de Doctrina Social de la Iglesia, que obtuvo en Siguatepeque.

### Sacerdocio
Fue ordenado diácono el 18 de octubre de 1997. Su ordenación sacerdotal fue el 30 de mayo de 1998, en la Catedral de Juticalpa.
En esa misma circunscripción eclesiástica se incardinó.
Como sacerdote desempeñó los siguientes ministerios:
- Vicario parroquial de San Jerónimo en Gualaco y San Esteban, Olancho y responsable de «Los Delegados de la Palabra» (1998-1999).
- Rector del Seminario Menor de Juticalpa,[4] capellán del Campus «Santa Clara» en Juticalpa, de la Universidad Católica de Honduras y responsable diocesano de la Pastoral Universitaria (2000-2005).
- Responsable diocesano de la Pastoral Vocacional (2000-2013).
- Vicario episcopal del Clero (2000-2023).[5]
- Párroco de la Catedral de Juticalpa (2002-2012).
- Responsable del Movimiento "Cursillos de Cristiandad" (2007-2023).
- Párroco de Ntra. Sra. de Candelaria, en Salamá (2012-2016).
- Párroco de San Francisco de Asís, en La Unión (2016-2022).[6]
- Vicario episcopal de Pastoral (2017-2023).
- Párroco de Ntro. Sr. en Esquipulas (2022-2023).

### Episcopado
El 10 de marzo de 2023, el papa Francisco lo nombró obispo de Trujillo.
Además de su escudo, escogió como lema la frase: "Junto a la Cruz de Jesús".
Fue consagrado el 6 de mayo del mismo año, en la plaza de la Catedral de Trujillo, a manos del obispo José Bonello OFM. Tomó posesión canónica el mismo día de su ordenación.